# Paraboea ferruginea
Paraboea ferruginea är en tvåhjärtbladig växtart som först beskrevs av Ridley, och fick sitt nu gällande namn av Ridley. Paraboea ferruginea ingår i släktet Paraboea och familjen Gesneriaceae. Inga underarter finns listade i Catalogue of Life.